# Chlorita thracia
Chlorita thracia är en insektsart som beskrevs av Dlabola 1965. Chlorita thracia ingår i släktet Chlorita och familjen dvärgstritar. Inga underarter finns listade i Catalogue of Life.